# Armstrong Whitworth A.W. 29
L'Armstrong Whitworth A.W. 29 est un bombardier biplace expérimental britannique de l'entre-deux-guerres. Ce bombardier moyen de jour répondait à la même Spécification P.27/32 que le Fairey Battle, et fut totalement éclipsé par le Whitley développé à la même époque. 
Il s’agissait d’un monoplan à aile basse cantilever de grand allongement de structure métallique partiellement entoilée, fuselage métallique à structure en tubes d’acier et revêtement en alliage à l’avant, monocoque à l’arrière. Une tourelle défensive était montée à l’arrière du poste de pilotage, au niveau du bord de fuite. Le train d’atterrissage principal, fixé sur le longeron avant de voilure, se relevait vers l’arrière, les roues n’étant que partiellement escamotées dans le profil. La section centrale de voilure, à profil épais, permettait de loger 2 bombes de 225 kg ou 8 de 50 kg dans des compartiments fermés.
Piloté par le nouveau pilote d’essais de la firme, C. Turner-Hughes, l’unique prototype [K4299] effectua son premier vol le 6 décembre 1936, 9 mois après le Fairey Battle, qui remporta sans surprise le programme. 